# آنخل آرویو
آنخل آرویو (اسپانیایی: Ángel Arroyo‎؛ زادهٔ ۲ اوت ۱۹۵۶) دوچرخه‌سوار اهل اسپانیا است. وی در مسابقات تور دو فرانس شرکت کرده است.